# Expressen
L'Expressen è uno dei due quotidiani serali nazionali della Svezia, insieme a Aftonbladet. È di proprietà del Gruppo Bonnier. A partire dal 2005, il giornale aveva una posizione liberale, ma dichiarò la sua inclinazione indipendente nel 1995.

## Panoramica
La prima edizione di Expressen fu pubblicata il 16 novembre 1944. Una caratteristica principale di quel giorno fu un'intervista con i membri dell'equipaggio di un bombardiere britannico che riuscirono ad affondare la nave tedesca Tirpitz. Il periodico nasceva dal progetto di Albert Bonnier Jr., Carl-Adam Nycop e Ivar Harrie - che sarebbe diventato il primo redattore capo - di un giornale creato in parte per respingere "il socialismo nazionale e le ideologie violente correlate".
Attraverso fusioni, l'edizione di Göteborg dell'Expressen è intitolata GT (originariamente Göteborgs-Tidningen) e l'edizione di Malmö è intitolata Kvällsposten, ma i tre condividono metà del contenuto. Expressen (con GT e Kvällsposten) mantiene un profilo politico di centrodestra, descrivendo la sua posizione editoriale come "liberale indipendente", mentre il concorrente Aftonbladet è socialdemocratico. La proprietà di Expressen (e del più grande giornale mattutino svedese Dagens Nyheter) è controllata dalla famiglia Bonnier, mentre Aftonbladet è di proprietà congiunta dei sindacati svedesi e della famiglia editoriale norvegese Schibsted.

## Kvällsposten
Kvällsposten, fondato nel 1948, è - dal 1998 - un'edizione di Expressen distribuita nel sud della Svezia, comprese le contee di Scania e Blekinge. La sua redazione è a Malmö.

## GT
Göteborgs-Tidningen o GT era un giornale scandalistico fondato a Göteborg nel 1902. GT era di proprietà di Göteborgs Handels- och Sjöfartstidning, ma nel 1973 fu acquisita da Göteborgs-Posten. Nel 1998 Bonnier AB ha acquistato il giornale e da allora è diventato un'edizione regionale di Expressen, distribuito nel sud-ovest della Svezia, compresa la contea di Västra Götaland.
Il quartier generale di GT è a Göteborg .